# Поленов, Фёдор Дмитриевич
Фёдор Дми́триевич Поле́нов (21 июня 1929, Москва — 30 ноября 2000, Москва) — советский музейный работник, внук и исследователь творчества художника В. Д. Поленова, морской офицер, народный депутат Российской Федерации. Заслуженный работник культуры РСФСР (1989)

## Биография
Родился в семье биолога, профессора Московского университета Дмитрия Васильевича Поленова (1886—1967). С молодых лет бывал в усадьбе В. Д. Поленова. Его отец пережил лагеря ГУЛАГа, откуда вернулся в 1944 году. Д. В. Поленов был первым директором Государственного мемориального историко-художественного и природного музея-заповедника В. Д. Поленова.
Окончил Высшее военно-морское училище им. Фрунзе. С 1951 года по 1960 год служил на флоте.
Директор Государственного музея-заповедника В. Д. Поленова в 1962—1990. Председатель Комиссии по культуре Совета Республики ВС РСФСР в 1990—1993. Председатель Всероссийского общества охраны памятников истории и культуры.
Член Госкомиссии по реституции культурных ценностей (28 декабря 1992 — 7 марта 1995). Член Государственного экспертного совета при Президента РФ по особо ценным объектам культурного наследия народов РФ (1995 — 6 декабря 1996). Член Комиссии по Госпремиям РФ в области литературы и искусства при Президенте РФ с 22 января 1992 года. Член Президиума Комиссии при Президенте РФ по Госпремиям РФ в области литературы и искусства с 2 августа 1993 года.
Народный депутат РСФСР в 1990—1993, член Комитета Верховного Совета РСФСР по свободе совести, вероисповеданиям, милосердию и благотворительности (3 июля 1990—1993).
Автор книг: «У подножья радуги», «За открытой дверью», «Теплые края», «Долина Любосны». Похоронен в селе Бёхово Тульской области рядом с матерью Анной Павловной, отцом Дмитрием Васильевичем и дедом — великим русским художником Василием Дмитриевичем Поленовым.

## Награды
- Орден «За заслуги перед Отечеством» IV степени (28 июня 1999) — за многолетнюю плодотворную деятельность по сохранению культурного наследия[3].
- Заслуженный работник культуры РСФСР (21 июня 1989) — за заслуги в области советской культуры и многолетнюю плодотворную работу[4].
- Награждён 5 медалями, в том числе «За боевые заслуги».

## Семья
- Первая жена — Ирина Николаевна Лобанова.
  - Сын Поленов Лев Федорович. Двое детей: Поленова Анна и Поленов Иван.
- Вторая жена — Наталья Николаевна Грамолина (1940—2020), с 1990 — директор, заместитель директора по научной работе Дома-музея В. Д. Поленова в усадьбе Борок (Поленово), заслуженный работник культуры РФ, филолог, экспозиционер, автор и участник ряда выставок, проводившихся Торгово-промышленной палатой за рубежом[5].
  - Дочь Наталья Фёдоровна Поленова (р.1975, Москва) — директор Дома-музея В. Д. Поленова, выпускница факультета социологии МГУ им. Ломоносова, музеолог, специалист по французской культуре. Двое детей: Василий и Наталья.